# Jozef Gaganecz

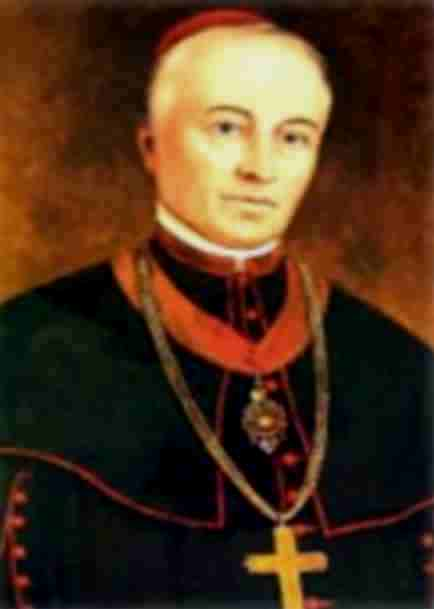
Jozef Gaganecz, griechisch-katholischer Bischof von Prešov (1842–1875)

Jozef Gaganecz (* 10. April 1793 in Vyšné Tvarožci, in Bardejov, Königreich Ungarn; † 22. Dezember 1875 in Prešov, Slowakei) war von 1842 bis zu seinem Tod im Jahr 1875 griechisch-katholischer Bischof der Eparchie Prešov.

## Leben und Wirken
Als Sohn eines Grenzbeamten besuchte Schulen in Bartfeld (1801–1804), Neustadt am Zeltberg (1804–1809) und Leutschau (1809–1810). Er studierte Philosophie in Großwardein (1810–1812) und anschließend Theologie und Technologie (1812–1816). Am 8. März 1817 spendete ihm Bischof Samuel Vulcan die Priesterweihe. 1835 wurde er von Bischof Gregor Tarkovič als Kapitularvikar in sein Domkapitel berufen.
Papst Gregor XVI. ernannte Jozef Gaganecz am 2. August 1842 zum Bischof von Prešov. Die Bischofsweihe spendete ihm der griechisch-katholische Bischof von Mukatschewe, Basil Popovich, am 25. Juni 1843 in der kaiserlichen Kapelle in Wien in Anwesenheit der kaiserlichen Familie. Mitkonsekrator war Johann Michael Leonhard, der Bischof von St. Pölten, vorher Weihbischof in Wien.
Er ordnete die Finanzen der Eparchie, ließ eine neue Ikonostase in die Kathedralkirche einbauen, betrieb den Wiederaufbau der bischöflichen Residenz und ließ in einem Kloster eine Alumnen-Schule errichten.
Er wurde von Kaiser Franz Josef ausgezeichnet. Papst Pius IX. ernannte ihn 1868 zum Päpstlichen Thronassistenten.
Nach kurzer Krankheit verstarb er und fand seine letzte Ruhestätte in der Krypta der Kathedralkirche von Prešov.